# ژیوماکس
ژیوماکس (انگلیسی: Joymax) شرکت بازی ویدئویی کره‌ای است، که در سال ۱۹۹۹ تأسیس شد.